# The Grace
The Grace (hangul: 천상지희 더 그레이스; hanja: 天上智喜 The Grace; rr: Cheonsang Jihui Deo Geureiseu; MR: Ch'ŏnsang Chihŭi) é um trio feminino sul-coreano formado pela empresa e gravadora SM Entertainment em 2005. Atualmente, o grupo consiste de três integrantes: Lina, Dana e Sunday.
The Grace era conhecido apenas como TSZX antes da promoção de seu terceiro single, por volta do final de 2006, quando o sufixo The Grace foi adicionado ao nome. TSZX é a romanização da pronúncia em mandarim, Tian Shang Zhi Xǐ, que se traduz em Cheonsang Jihui  (CSJH) em coreano.
No Japão, o grupo é oficialmente conhecido como Tenjōchiki, que também é abreviado (embora com menos frequência) como TJCK.

## Carreira

### 2005: Estreia com "Too Good" e "Boomerang"
The Grace fez sua primeira apresentação ao vivo na China, em 29 de abril de 2005. O quarteto apresentou suas canções de estreia, "Too Good" e "Boomerang". A apresentação foi transmitida semanas mais tarde pelo canal de televisão chinês CCTV. The Grace fez sua primeira apresentação ao vivo na Coreia do Sul com "Too Good" no programa musical Inkigayo, em 1 de maio de 2005. O grupo promoveu a canção por alguns meses antes de mudar para "Boomerang".
Após 7 meses de promoção de seus primeiros singles na Coreia, o grupo iniciou suas promoções na China. As versões chinesas das canções foram lançadas em março de 2006, como um single, que incluía também uma faixa inédita, "Fight To The End". Após a conclusão das atividades promocionais no país, The Grace foi para o Japão.

### 2006: Estreia no Japão e "My Everything"
O single de estreia japonês, "Boomerang", foi lançado 25 de janeiro de 2006. Mais tarde, a canção foi regravada e relançada com letra em japonês e o instrumental alterado, juntamente com b-side chamado "Do You Know?", solo de Sunday. "Boomerang" classificou-se #110 nas paradas musicais japonesas.
Em 8 de março, a canção "The Club", juntamente com uma música solo cantada por Stephanie, foi lançada, alcançando a posição #131 nas paradas da Oricon. O single também foi promovido rapidamente na Coreia do Sul. Após uma atividade rápida na Coreia, o grupo voltou para o Japão para o lançamento de seu terceiro single, "Sweet Flower", que foi usado como tema para o mês de abril no programa musical Count Down TV.
Entre o terceiro e quarto singles japoneses, houve lançamentos oficiais do grupo em outros países asiáticos. "Boomerang" foi lançado na China em 19 de junho. Em Taiwan e Hong Kong, uma nova edição da versão coreana de "The Club" foi lançada e continha uma versão chinesa da canção, mais um DVD com o vídeo o vídeo musical.
Mesmo com os singles vendendo pouco, outro lançamento foi programado. "Juicy Love" contrastou com os singles anteriores do The Grace, uma vez que tinha uma batida reggae. O b-side, "Sayonara no Mukō ni", a primeira balada japonesa do grupo, foi  escrita e cantada por Dana.
O single "My Everything" foi lançado em 3 de novembro de 2006. O lançamento incluía uma versão a cappella de "Faith", do cantor George Michael, e novas canções, "The Final Sentence" e "Iris". No entanto, as vendas não aumentaram significativamente; e o single entrou na posição #30 nas paradas sul-coreanas.

### 2007:Hanbeon Deo, OK?eGraceful4
O primeiro álbum do grupo, 한번 더, OK? (Hanbeon Deo, OK?) foi lançado em 4 de maio de 2007, na Coreia do Sul. A canção-título, "One More Time, OK?", foi a música de maior sucesso do grupo até agora, alcançando a primeira posição nos programas musicais M! Countdown e Inkigayo. O álbum alcançou o sexto lugar mensal nas paradas sul-coreanas. Em 15 de junho, o álbum foi lançado em Taiwan, sendo primeiro grande lançamento do The Grace no exterior. "One More Time, OK?" ganhou o prêmio de Melhor Dance Music no 2007 Mnet Asian Music Awards.
Um novo single japonês foi lançado em agosto, com três novas canções: "Piranha" e versões japonesas de "My Everything" e "Just For One Day", com a participação de Jaejoong, do TVXQ. O single estreou em #26 na parada diária da Oricon e terminou na posição #50 nas paradas semanais.
Em novembro, o primeiro álbum japonês do grupo foi lançado. Graceful 4 consistia de nove músicas lançadas anteriormente e também de material inédito, incluindo uma versão japonesa de "One More Time, OK?".

### 2008: "Stand Up People" e "Here"
Durante os primeiros meses de 2008, The Grace realizou vários eventos para promover seu primeiro álbum japonês. O grupo realizou três concertos em abril e em maio, que foram chamados de Graceful Party Vol. 1. O último, realizado em Tóquio, introduziu seu próximo lançamento, "Here", colaboração com o grupo de hip-hop Cliff Edge.
Seu sexto single japonês, "Stand Up People", foi lançado em 23 de julho, incluindo a balada "Dear Friend" e remixes da canção-título e de "One More Time, OK?".
Seu sétimo single, "Here", tinha o lançamento previsto para 22 de outubro, mas, após o vazamento da canção, a mesma foi oferecida para download gratuito por tempo limitado. "Here" foi o tema do dorama e do filme "The Homeless Student", história baseada em um livro best-seller japonês. "Here" alcançou a posição #16 nas paradas da Oricon, vendendo mais de 16 mil cópias.

### 2009 – atualmente:Dear...e hiato por tempo indeterminado
O terceiro álbum do grupo (e segundo álbum japonês), Dear..., foi lançado em 7 de janeiro de 2009. O álbum estreou em #14 na Oricon.
The Grace apareceu na trilha sonora do filme Subaru, com as canções "Sukoshi De Ii Kara / A Bit of Good" e "Coming To You". Stephanie também apareceu no filme como uma professora de ballet.
Em 2010, todas as atividades do grupo foram interrompidas devido à uma lesão grave nas costas de Stephanie. Em 21 de maio, o The Grace cantou "My Everything" e "One More Time, Ok?" em um show da turnê SM Town Live '10 World Tour, em Seul, sem Stephanie. Desde então, o grupo tem estado em hiato, com as integrantes se concentrando em atividades individuais.
Em 2012, Dana e Sunday formaram o subgrupo The Grace: Dana & Sunday. Dana, Sunday, e Lina  mais tarde apareceram como atrizes de musicais. Stephanie fez sua estreia como artista solo em 2011, através da Media Line Entertainment, e se mudou para a Mafia Records em 2014.
Em 15 de maio de 2016, confirmou-se que o contrato de Stephanie com a SM Entertainment havia expirado. Ela decidiu não voltar a assinar com a empresa e continuou a promover como solista com a Mafia Records.

## Subunidades

### Dana & Sunday
Em 5 de julho de 2011, a SM Entertainment anunciou a formação da primeira subunidade do The Grace. Partindo seu hiato de 4 anos, a dupla é composta por Dana e Sunday. Seu single de estréia, One More Chance (나 좀 봐줘), foi lançado digitalmente junto com o vídeo musical em 11 de julho. A performance de estréia da subunidade foi no dia 8 de julho no Music Bank.
Em 23 de setembro, Dana e domingo destacaram na quarta parte da trilha sonora do drama Hooray for Love (애정 만만세) com a faixa Now You (지금 그대). O single With Coffee Project Part 1 foi lançado no dia 20 de dezembro, juntamente com o videoclipe da música.
A dupla também participou do oitavo álbum de compilação de inverno da SM Town , 2011 Winter SMTown - The Warmest Gift. As duas tocaram a música Amazing, que foi lançado apenas como álbum físico em 13 de dezembro de 2011.

## Integrantes
- Lina (hangul: 린아), nascida Lee Ji-yeon (hangul: 이지연) em Seul, Coreia do Sul em 18 de fevereiro de 1984 (41 anos).
- Dana (hangul: 다나), nascida Hong Sung-mi (hangul: 홍성미) em Seul, Coreia do Sul em 17 de julho de 1986 (38 anos).
- Sunday (hangul: 선데이), nascida Jin Bo-ra (hangul: 진보라) em Daejeon, Coreia em 12 de janeiro de 1987 (38 anos).

### Ex-integrante
- Stephanie (hangul: 스테파니), nascida Kim Bo-kyung (hangul: 김보경) em Busan, Coreia do Sul em 16 de outubro de 1987 (37 anos).

## Discografia
| Álbuns de estúdio - 2007: Hanbeon deo, OK? Singles - 2005: "Too Good" - 2006: "The Club" - 2006: "My Everything" | Álbuns de estúdio - 2007: Graceful 4 - 2009: Dear... Singles - 2006: "Boomerang" - 2006: "The Club" - 2006: "Sweet Flower" - 2006: "Juicy Love" - 2007: "Piranha" - 2008: "Stand Up People" - 2008: "Here" |

## Turnês
| - 2008: Graceful Party Vol. 1 - 2009: Tenjochiki 1st Live Tour 2009 ~Dear...~ | - 2007: SM Town Live '07 Summer Concert - 2008: SMTown Live '08 - 2010: SMTown Live '10 World Tour - 2012: SMTown Live World Tour III |

## Prêmios e indicações
| Ano  | Prêmio |
| ---- | --- |
| 2005 | - 12º Annual Korea Entertainment Arts Awards: Melhor Grupo Feminino - 3ª South-East Music Ceremony: Melhor Grupo de Cantores Estrangeiro |
| 2006 | - 13º Annual Korea Entertainment Arts Awards: Prêmio Hallyu All Star                                                                     |
| 2007 | - 14º Annual Korea Entertainment Arts Awards: Melhor Grupo Feminino - Mnet Asian Music Awards: Melhor Música de Dança                    |